# Dacus siliqualactis
Dacus siliqualactis är en tvåvingeart som beskrevs av Munro 1939. Dacus siliqualactis ingår i släktet Dacus och familjen borrflugor.
Artens utbredningsområde är Uganda. Inga underarter finns listade i Catalogue of Life.